# U 89 (U-Boot, 1917)
U 89  war ein diesel-elektrisches Flotten-U-Boot der deutschen Kaiserlichen Marine, das im Ersten Weltkrieg zum Einsatz kam. Das U-Boot wurde 1918 durch einen britischen Panzerkreuzer gerammt und sank mit der gesamten Besatzung.

## Einsätze
U 89 lief am 6. Oktober 1916 bei der Kaiserlichen Werft in Danzig vom Stapel und wurde am 21. Juni 1917 in Dienst gestellt. Ab September 1917 war das U-Boot der III. U-Flottille in Emden und Wilhelmshaven zugeordnet. Die Kommandanten des U-Bootes waren Kapitänleutnant August Mildenberger (21. Juni 1917 bis 15. Januar 1918) und Kapitänleutnant Wilhelm Bauck (16. Januar 1918 bis 12. Februar 1918).   	 
U 89 führte während des Ersten Weltkriegs drei Unternehmungen im östlichen Nordatlantik durch. Dabei wurden vier Handelsschiffe mit einer Gesamttonnage von 8.496 Bruttoregistertonnen (BRT) versenkt. Darunter befanden sich Schiffe unter britischer, französischer und portugiesischer Flagge.
Das größte von U 89 versenkte Schiff war das portugiesische Frachtschiff Boa Vista mit 3.667 BRT. Die Boa Vista wurde am 21. Dezember 1917 auf ihrer Fahrt von Bordeaux nach Cardiff südwestlich der Île d’Yeu torpediert. Dabei kamen zwei Menschen ums Leben.

## Verbleib

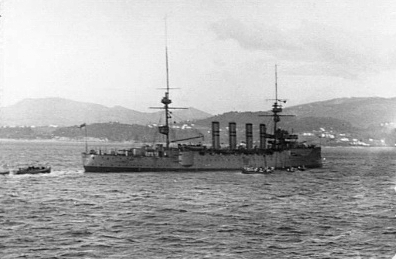
Der britische Kreuzer Roxburgh

Als die Besatzung von U 89 vor dem Nordkanal vergeblich Geleitzügen auflauerte, wurde das U-Boot in der Nacht zum 13. Februar 1918 durch die Roxburgh gesichtet. Der britische Kreuzer sah das deutsche U-Boot in nur 200 Metern Entfernung und setzte sofort zum Rammstoß an. Der Kreuzer riss den Druckkörper von U 89 auf. Mit voller Fahrt rückwärts rammte er das sinkende U-Boot ein zweites Mal. U 89 ging etwa auf der Position 55° 38′ N, 7° 32′ W mit der gesamten Besatzung unter.